# گمینا ستار سانچ
گمینا ستار سانچ (به لهستانی:  Gmina Stary Sącz) یک گمینا در لهستان است که در شهرستان نوو سانچ واقع شده‌است. گمینا ستار سانچ ۱۰۲٫۴۱ کیلومتر مربع مساحت و ۲۲٬۲۰۶ نفر جمعیت دارد.